# Jewett (Texas)
Jewett és una població dels Estats Units a l'estat de Texas. Segons el cens del 2000 tenia 861 habitants.

## Demografia
Segons el cens del 2000, Jewett tenia 861 habitants, 333 habitatges, i 223 famílies. La densitat de població era de 161,4 habitants/km².
Dels 333 habitatges en un 38,1% hi vivien nens de menys de 18 anys, en un 47,1% hi vivien parelles casades, en un 14,4% dones solteres, i en un 33% no eren unitats familiars. En el 30% dels habitatges hi vivien persones soles el 14,4% de les quals corresponia a persones de 65 anys o més que vivien soles. El nombre mitjà de persones vivint en cada habitatge era de 2,59 i el nombre mitjà de persones que vivien en cada família era de 3,22.
Per edats la població es repartia de la següent manera: un 31,6% tenia menys de 18 anys, un 10,1% entre 18 i 24, un 27,4% entre 25 i 44, un 18,7% de 45 a 60 i un 12,2% 65 anys o més.
L'edat mediana era de 31 anys. Per cada 100 dones de 18 o més anys hi havia 87,6 homes.
La renda mediana per habitatge era de 26.250 $ i la renda mediana per família de 33.500 $. Els homes tenien una renda mediana de 31.667 $ mentre que les dones 20.347 $. La renda per capita de la població era de 17.469 $. Aproximadament el 21,4% de les famílies i el 26,4% de la població estaven per davall del llindar de pobresa.

## Poblacions més properes
El següent diagrama mostra les poblacions més properes.